# Gif-sur-Yvette
Gif-sur-Yvette és un municipi francès, situat al departament de l'Essonne i a la regió de l'Illa de França. L'any 1999 tenia 21.364 habitants.
Forma part del cantó de Gif-sur-Yvette i districte de Palaiseau. I des del 2016 de la Comunitat d'aglomeració París-Saclay.

## Educació
- CentraleSupélec
- École supérieure d'électricité